# タガメ
タガメ（田鼈、田亀、水爬虫）はカメムシ目（半翅目）コオイムシ科 Belostomatidae のタガメ亜科 Lethocerinae に分類される水生カメムシ類（水生昆虫）の総称。またはタガメ亜科のタガメ属 Kirkaldyia に分類され、日本など東アジアを中心に分布する種 Kirkaldyia deyrolli （旧学名：Lethocerus deyrolli） を指す和名である。本項目では主に後者について扱う。
カメムシおよび水生昆虫としては日本最大級で、日本の一般的な水生昆虫である。知名度の高さに加え学術的にも貴重な種だが、21世紀現在は絶滅が心配されている。2020年2月10日以降は絶滅のおそれのある野生動植物の種の保存に関する法律（種の保存法）に基づき特定第二種国内希少野生動植物種に指定され、販売目的の捕獲・売買が禁止されている。

## 名称

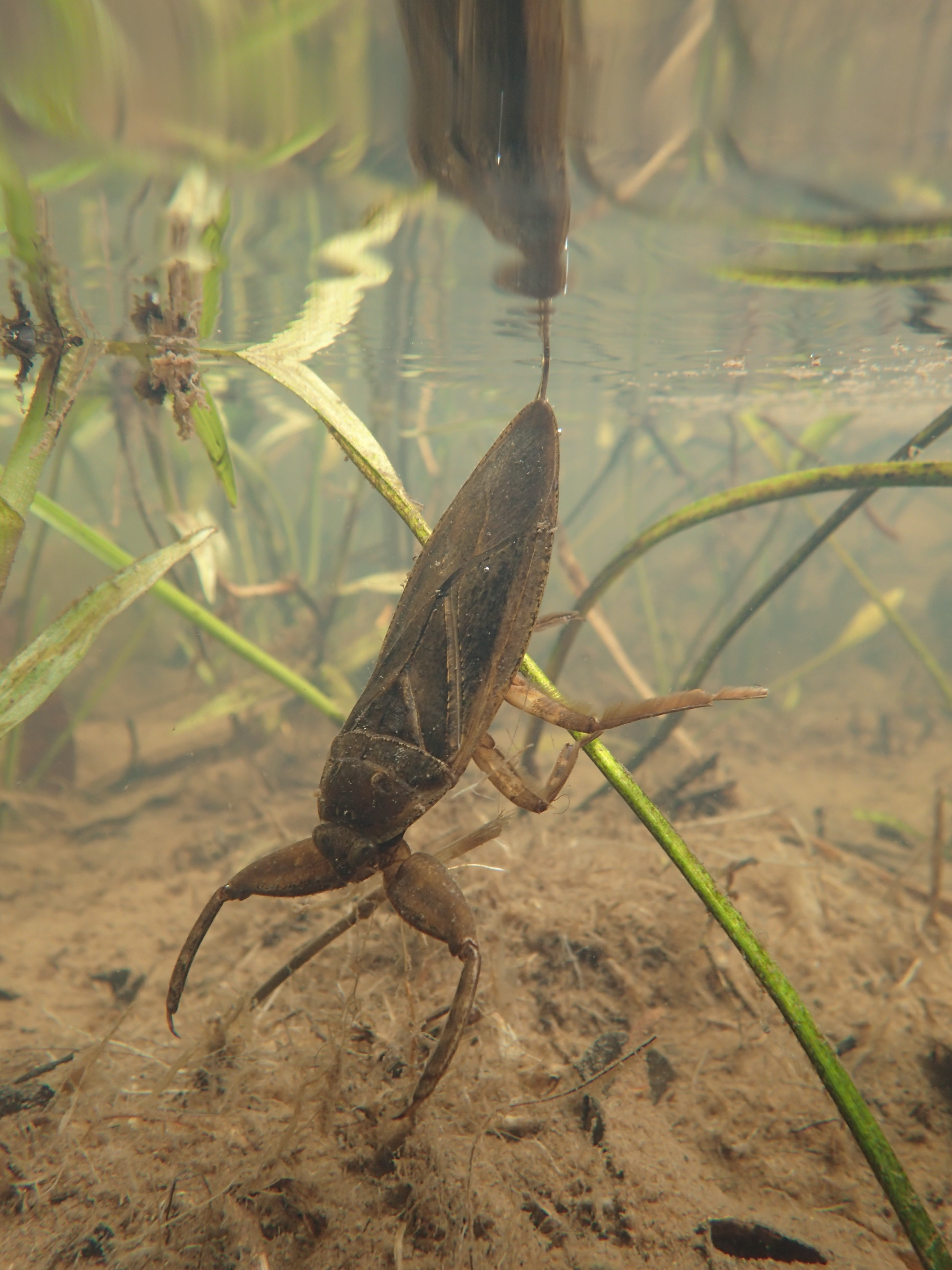
野生下、獲物をじっと待つタガメ（熊本県球磨郡）

名前の由来（語源）は「田にいる亀」もしくは「田にいるカメムシ」である。このほか「ミズガッパ」、「カッパムシ」、「ドンガメムシ」、「ドジョウトリムシ」、「シリヌキ」、「シリハサミ」、「ガタロ」などの異称がある。
江戸時代には胸の形が高野聖の被っていた編み笠に似ていたことから「高野聖」の異名で呼ばれる場合があった。

## 分類
タガメ亜科は従来 Lethocerus 属の1属のみに分類されており、同属は「タガメ属」の和名で呼称されていたほか、本種の学名も Lethocerus deyrollei とされていた。しかし本種は#近縁種の節で後述する世界のタガメたち（ナンベイオオタガメ・タイワンタガメなど）より比較的小型である一方、体に対し前脚が大きいため、かねてより外国産のタガメ類とは別属に分類する学説が提唱されていた。Montandon は1909年に本種を Lethocerus 属から分離して単独で Kirkaldyia 属に分類する学説を提唱したが、Lauck と Menke（1961年）はタガメ亜科の分類を改訂した際に「Kirkaldyia 属は Lethocerus 属のシノニムと見なした。しかし2006年に Pablo J. Perez Goodwyn はタガメ亜科の再分類にて Menke (1960) の再改訂を行って Kirkaldyia 属に再分類し、本種は従来の Lethocerus 属から分離され再び Kirkaldyia deyrolli として記録されることとなった。
ITISの登録データでは2020年時点で「L. deyrollei は K. deyrollei のシノニムである」と記載されているほか、中島・林ら (2020) では現在タガメが属する Kirkaldyia 属を「タガメ属」、タイワンタガメなどが属する Lethocerus 属を「タイワンタガメ属」と呼称している。

## 分布
日本では日本列島各地（北海道・本州・四国・九州・南西諸島）に分布するほか、淡路島（兵庫県）・隠岐諸島（島根県）・対馬（長崎県）でも記録がある。北海道では1929年（昭和4年）に樺戸（空知支庁月形町）で初採集されたが、その後は1979年（昭和54年）まで記録がなく、1981年（昭和56年）時点では北海道はタガメの分布域に含まれていなかった。内山りゅう (2007) は「（北海道では）近年になって記録が増加しているため、人為的な移入の可能性がある」と指摘している。
琉球列島では沖縄本島・石垣島・西表島から記録されていたほか、近年では1998年に与那国島からも発見されたが、沖縄県内では繁殖例が確認されていないため、飼育個体の遺失による可能性も指摘されている。なお2019年10月には沖縄本島（国頭郡本部町内）にて1994年以来25年ぶりにタガメが採取・確認されている。
日本国外では台湾・朝鮮半島・中国 - インドシナまでの東南アジア・ロシア極東南部に分布する。

## 特徴

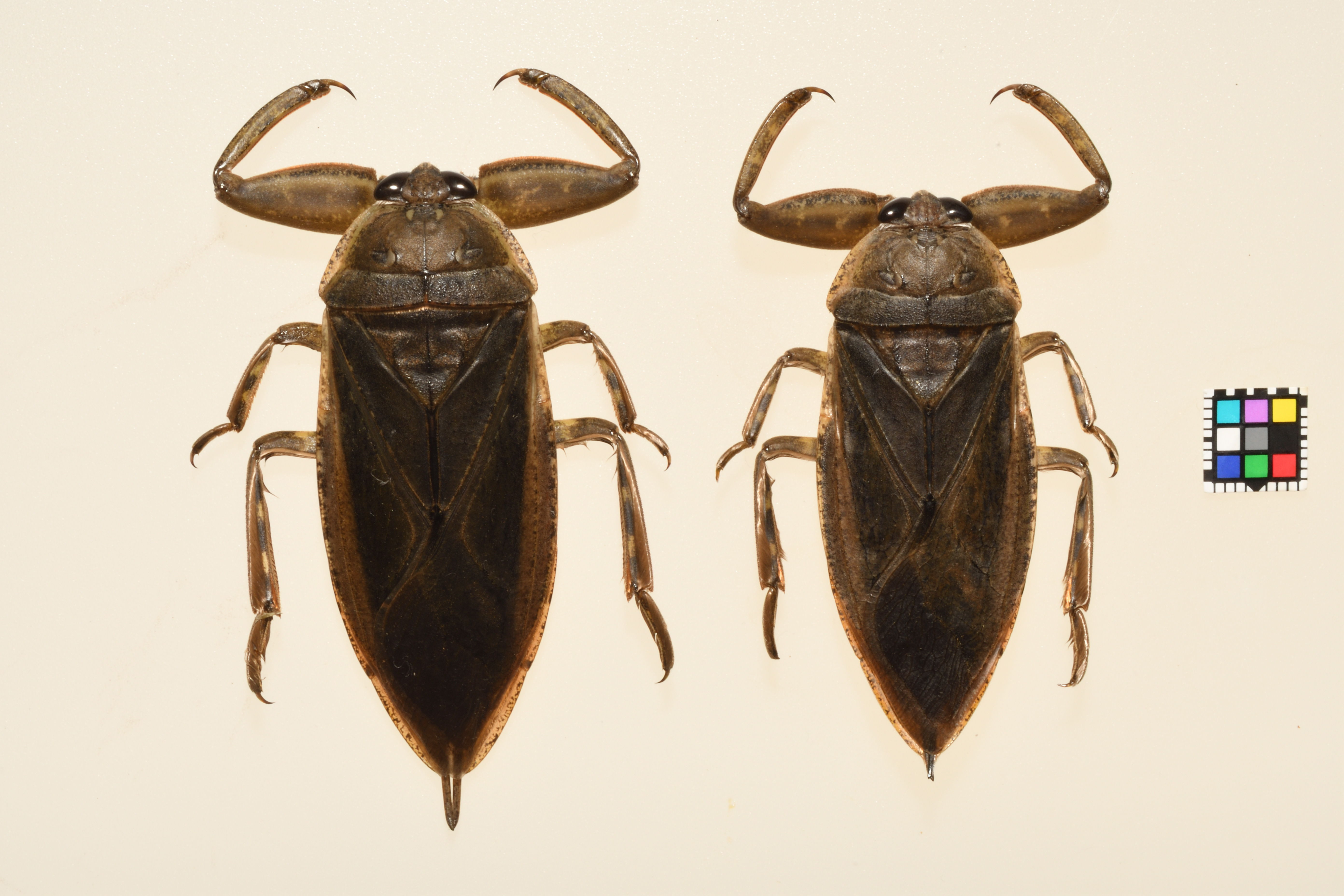
タガメのメス（左）とオス（右）、熊本県球磨郡。メスのほうがやや大きい

成虫の体長は48 - 65ミリメートル (mm)。メスの方が大型で、メスは体長60 mm以上の個体も少なくないが、オスは最大でも57 - 58 mm程度で、通常は体長55 mm以下の個体が多い。そのため基本的には「体長55 mm以下の個体はオス、60 mm以上はメス」とみなすことができるが、後述のように個体差があるほか、飼育個体の場合は雌雄とも野生個体よりやや小型（オスは50 mm弱・メスは60 mm弱）である場合が多い。
体色は灰褐色 - 褐色。前脚は鎌状で極めて太い捕獲脚になっており、前脚の先端には1本の爪があり、強靭な前脚の力・鋭い爪で捕獲された獲物はまず逃げられない。また遊泳脚になっている中脚・後脚は脛節・跗節に長毛が密生しており、特に脛節は偏平で幅広い。水中を泳ぐ際はこの4本の脚をオールのように動かして泳ぐ。跗節は各脚とも3節で扁平だが、第1節（根本）は痕跡的になっている。
口吻は短大で第2節（先端側）は特に短く、先端が鋭利な鞘状になっているほか、縁が鋸のようにギザギザになっているため一度突き刺すと抜けにくい。口吻の中には細い針状の「口針」という注射器・ストローのような器官が収納されている。複眼は三角形で眼間はやや幅広い三角形になっている。触角は頭部の複眼下に隠れており、通常はその形を外から見ることはできないため「獲物を捕獲する際には主に視覚に依存している」と考えられている。このことから飼育下ではピンセットなどを使用して死んだ魚・刺身の切り身などを代用食として与えることは可能だが、自然界では生きた獲物を捕食しているため、基本的には生きた餌が必要となる。
腹端には伸縮自在の短い呼吸管があり、成虫・幼虫とも水中に潜りながら呼吸する際には呼吸管を伸ばして水面上に突き出して呼吸する。
翅は発達し、不透明な白色で大きな後翅を持つ。前翅・後翅は飛行中に前翅裏側の縁にあるフック状の器官で連結されることで1枚の大きな翅のようになり、その翅で羽ばたくことで力強く飛翔することができる。また翅の裏には水をよく弾く毛が密に生えており、呼吸時には呼吸管を通じて取り込んだ空気を毛の中の隙間に取り入れ、腹部前方（翅の下）の気門から体内に取り入れる。オスは中脚付け根付近（後胸部）に大きな1対の臭腺を持ち、その臭腺からカルボン酸エステルの一種 trans-2-Hexenyl Acetate を主要成分とする芳香を分泌してメスを誘引するものと考えられている。

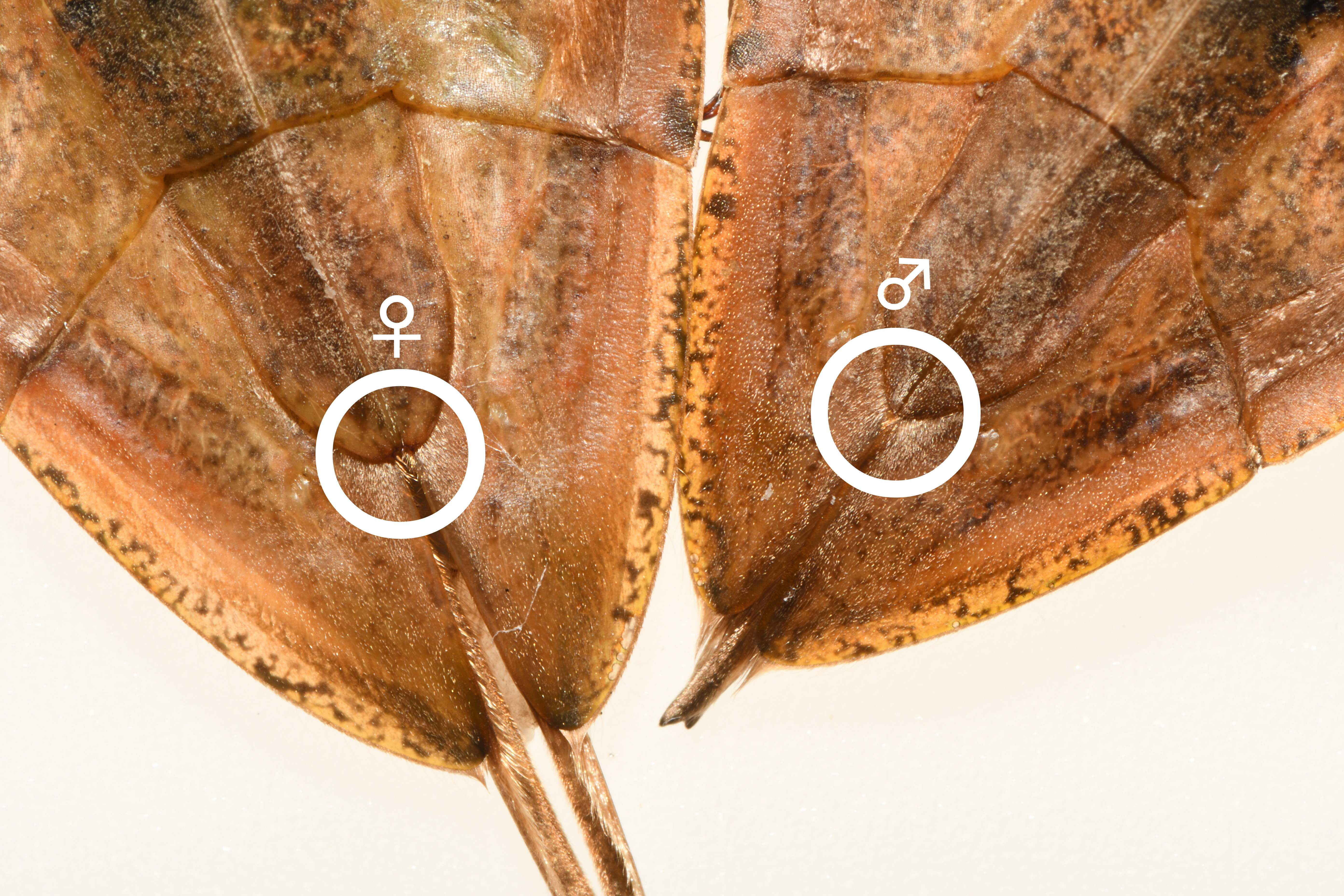
メスの腹部先端はやや黒ばんで凹み、オスはそれらの特徴が目立たない（熊本県球磨郡）

### 雌雄の判別
タガメなど水生昆虫はカブトムシ・クワガタムシのように一目で雌雄を判別することは難しい。タガメの場合は概してオスよりメスの方が大型だが、幼虫期の栄養量により個体差が生じるため体の大きさだけでは確実な判別方法にはならない。
大きさだけで判別しきれない場合、腹部末端の中央にある舌状の器官「亜生殖板」の形状を確認して区別する。「亜生殖板」は交尾時・産卵時に展開して中から生殖器官が現れるが、メスの場合はその先端に小さな窪みがあるため、窪みがないオスと区別できる。ただしこの違いは生体では観察しにくいほか、何度も産卵したメスの場合は先が擦り切れたようになっており窪みがわかりづらい場合もある。なお繁殖期のメスは卵で腹部が膨らんでおり、卵の緑色が透けて腹部が緑色がかって見える場合があるほか、膨らんだ腹部の縁を指でこすると亜生殖板が開き、中から交尾器が現れる。

### 近縁種との区別
タイワンタガメと類似しているが、本種の方が一回り小型であるほか、複眼・前胸背の形状で区別できる。また同じコオイムシ科のコオイムシはタガメに比べはるかに小型で、タガメと異なり巻貝を食べることから体長に比してかなり長い口吻を持つ点・成虫になっても前脚の爪が2本ある点から区別できる。

## 生態

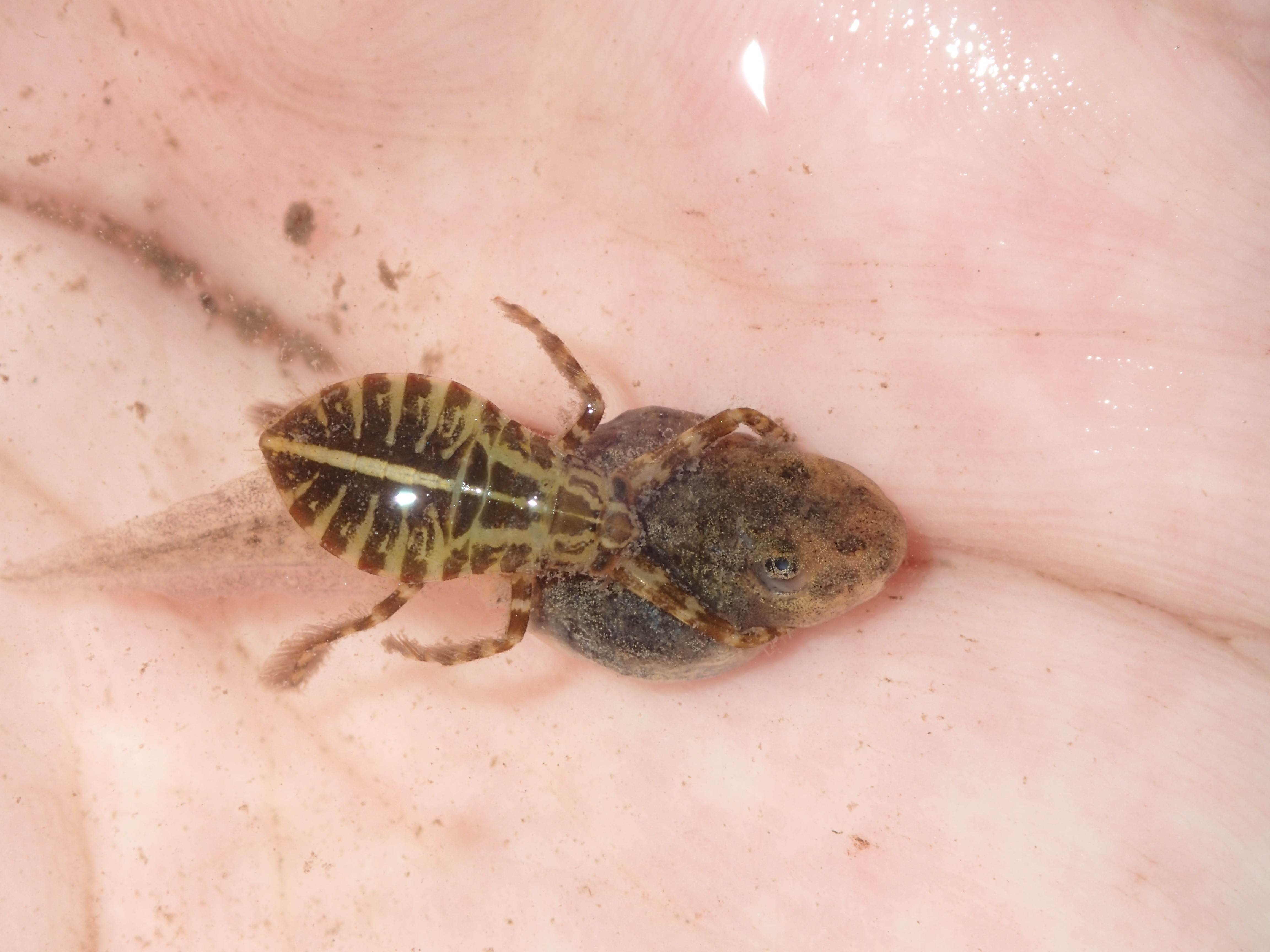
オタマジャクシを捕食するタガメの若齢幼虫（熊本県球磨郡）。手にとっても放さない

主に水田・水田脇の堀上など生物の生息密度が高く、水草が豊富な止水域に好んで生息する。池沼にも生息するが、タガメなど獲物を待ち伏せて捕食する水生昆虫にとっては水深が5 - 20 cm程度と浅い水域の方が適している。
丘陵地 - 低山地の水草が多いため池・水田の用水路などに多い。稀に流れの強い水域で確認される場合もあるが、本来は止水性の水生昆虫であるため、そのような水域には偶然流れ着いた場合が多い。

### 行動
タガメは魚類・ゲンゴロウ類などとは異なり水中を素早く泳ぐことはできず、水草・杭・流木などの足場に斜め下向きか逆向きの状態で掴まって静止していることが多い。自然下において人間が接近しても逃げ隠れはせず、広げていた前脚を縮めてそのままじっとしていることが多いが、刺激を与える（直接体に触れたり、足場となっている水草を動かしたりする）と慌てて逃げ出す。都築裕一・谷脇晃徳・猪田利夫 (2003) はこのタガメの生態を「枯葉のような体形・地味な色をしたタガメは下手に泳いで鳥類などの天敵から逃げ隠れるより、周囲に紛れてじっとしているほうが天敵に発見されにくいためだろう」と推測している。
夜行性で、昼間は体を半分ほど泥の中に潜らせてじっとしていることが多いが、夜間は体を水面に浮かせて獲物を待ち伏せたり、繁殖のために動き回っているため、昼より夜の方が観察しやすい。飼育下では繁殖期および羽化から数週間後の個体は夜間に水槽内を活発に遊泳したり、エアチューブを登ったりするほか、時には盛んに飛翔行動を取ろうとするが、これは繁殖期の交尾相手および新たな生息地・越冬場所を求めての行動と考えられる。そのため、常温で飼育している場合は6月前後、夜間活発に活動するようになれば繁殖の目安となる。
なお水生昆虫は陸生の昆虫が進化の過程で捕食・成長などのために再び水中への生活の場を移したものであるため、本種を含む多くの種は水生植物などが多く生えた水域・および水域と陸域が接する水際域に多く生息していることから、掴まるものがない水だけを入れた容器内で長時間放置すると休息できず衰弱死してしまう。

### 水温・気温
タガメ類は南方系（熱帯・亜熱帯由来）の昆虫であるが、飼育下における死亡率は冬季より気温が不安定な時期（春先・晩秋）や夏季の方が高い。水温が25 - 30℃に上昇する初夏・夏は餌を大量に食べる一方、水温が20℃以下に低下すると食欲が減退する。
活動期の適温は水温23℃ - 28℃程度で、メスの産卵頻度は水温が高いほど高くなるほか、幼虫の成長速度も水温が高いほど速くなるが、水温が30℃を超える夏場は水中の溶存酸素量が減少するため、飼育下では高水温状態が続くと水中でうまく呼吸できなくなることで死亡率が高くなる。また気温が30℃を大きく超えるような状態では卵の孵化率が低くなるほか、エアコンで湿度を低下させた室内では孵化率が50%以下まで低下する場合もある。

### 飛翔行動
タガメは6月中旬以降から飛翔するようになり、特に繁殖期には雌雄とも夜間に頻繁に飛行・移動するが、日中に飛翔した記録がないため「おそらく夜間にしか飛ばない」と考察されているほか、都築 (2003) は「タガメの飛翔行動は日没後から数時間の間に集中しているようで、22時以降に街灯に飛来した個体は見たことがない」と述べている。タガメは以下のような理由で飛翔し、一夜で3キロメートル (km) ほど移動するほか、前年夏に背番号を着けたタガメが翌年の夏に7 km先の小さな山を越えた隣町で捕獲された記録もある。
1. 冬眠前後に陸地と水辺を往来する際[60]
2. 餌・繁殖相手を求め別の池・水田へ移動する際[60]
  - タガメは繁殖期間中には頻繁に飛翔するが、その理由は後述（#天敵の節）のように同種間で激しく共食いすることから「同じ場所で繰り返し繁殖すると、新しい幼虫たちが先に生まれた幼虫たちに捕食されるリスクが高まるため」と考察されている[62]。
3. 稲刈りの準備で水田の水がなくなった際[60]

タガメはカブトムシのように急に飛翔することはできず、草など足場に登って胸部を前後に動かす準備運動が必要となるほか、飛翔時を含めて日常的に甲羅干しを行う。飛翔前の甲羅干しはゲンゴロウなど水生甲虫類によくみられる習性だが、タガメ以外の水生カメムシ類では滅多に見られない。また、タガメは飛翔行動前以外にも頻繁に甲羅干しを行うほか、飼育下では捕獲した餌を持ったまま上陸して食べる光景も観察される。
タガメは強い正の走光性を持ち、タガメが多数生息する地域では野球場のナイター照明・パチンコ店・大型スーパーマーケットなど強い光源へ飛来することが多いが、体が大きいタガメにとって長距離飛行はかなり体への負担が大きく、着陸する際にはうまく着陸できず地面に落ちることが多い。地面へ落下した個体は再びすぐ飛翔しようとする個体もいるが、通常はすぐ飛翔・歩行移動せずその場でじっとしている。飛翔行動にも季節ごとに違いがあり、繁殖期に当たる7月下旬にはオスが比較的高い位置を飛行するのに対し、メスは腹に卵を抱えて体重が増しているため低空飛行することが多い。一方で10月初旬には雌雄とも軽快に高い位置を飛行し、外灯周辺を旋回して飛び去る個体が多い。なお7月末からは新成虫が灯火へ飛来するようになり、お盆以降は灯火へ飛来する個体の大半が新成虫となる。
降り立った先がグラウンドなどの場合はしばらくして再び飛翔して水辺へ戻る場合が多いが、水生昆虫であるタガメは陸上において体内水分の損失が大きく、夜通し人工照明の強い光で照らされるような場所へ誘引された個体はそこから飛翔できず、朝日を浴びて乾燥により死亡してしまう。また外灯へ飛翔した個体は体力的に衰弱していることが多く、明け方にカラスに捕食される個体もいるほか、パチンコ店駐車場・街灯・道路脇の自動販売機などへ飛来した個体は車に轢かれて死亡するものも少なくなく、これも個体数減少の一因となっている。
- 実際にタガメの生息地がごくわずかしか残っていない大韓民国（韓国）では最大の生息地付近で水田から遠く離れた住宅地の水銀灯へタガメが多数飛来しており、現地の研究者が「元の水辺に戻れないのではないか？」と懸念しているほか、市川・北添 (2009) も「周囲に安全な水辺が多くない場所では強すぎる照明がタガメの生存を脅かす可能性がある」と指摘している[37]。
- 日本でも徳島県徳島市内（眉山・徳島駅前のバスターミナルなど）では1960年代ごろに水銀灯照明が設置されたところ、付近の生息地から大量のタガメが飛来して水銀灯周辺で死亡し、踏みつけられたタガメの死体が山のようになる現象が1 - 2年ほど続いたが、やがて付近のタガメ個体群が絶滅状態になったことで終息した[RL 7]。また、同県では山間部でも街路灯・学校校庭の照明装置がタガメの激減・絶滅の要因となった[RL 7]。

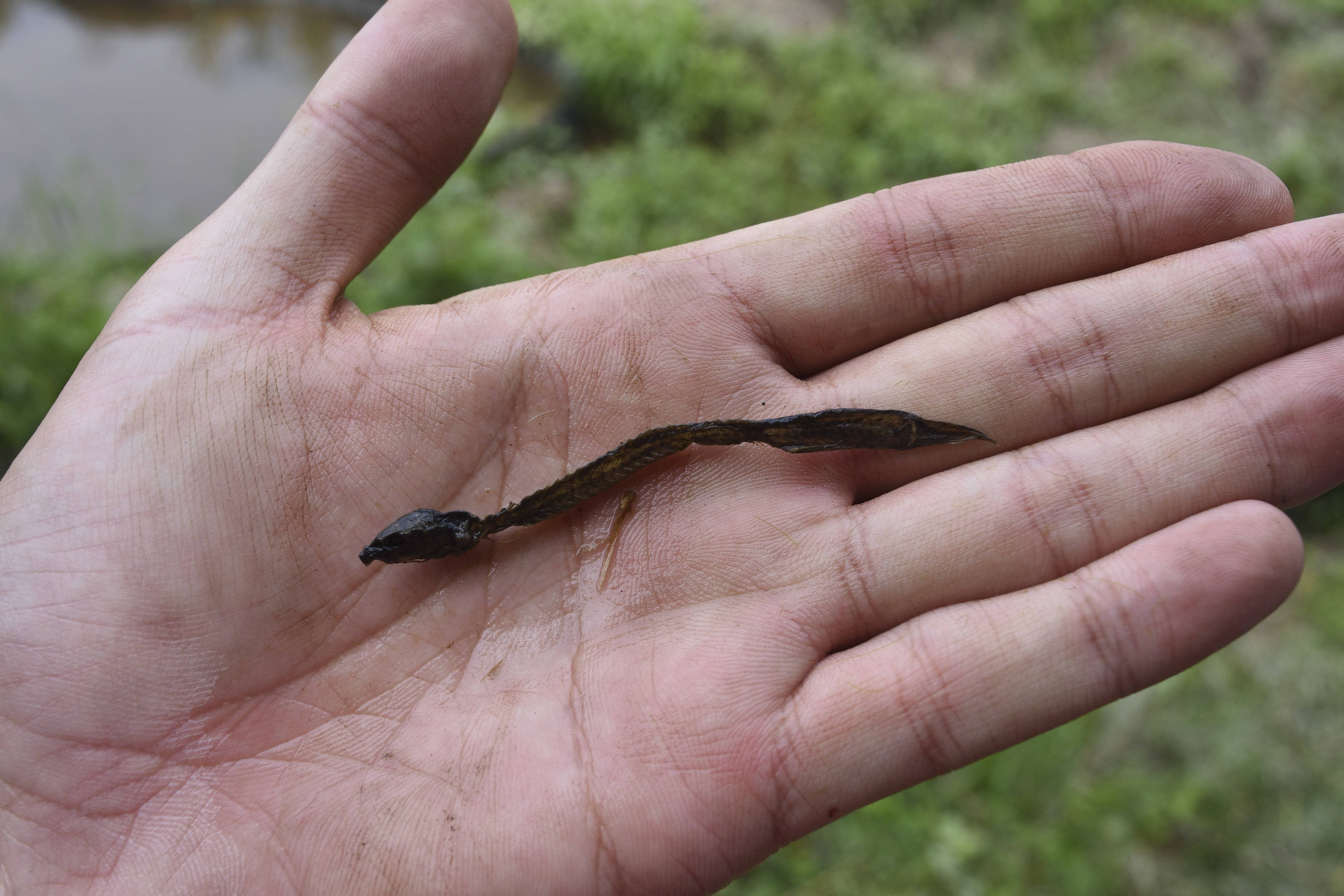
タガメに体液を吸われたドジョウ

### 摂食活動
成虫・幼虫とも獲物を待ち伏せて襲い掛かり捕食する肉食性昆虫で、目の前で動いている捕獲可能なものならば何でも襲い掛かって捕食する。大食のタガメが生息するには大量の餌が必要で、タガメの存在はその地域の生物相が豊かであることの証となる。特にメスはオスに比べて体が大きく、産卵するためオス以上に多くの餌が必要となる。
かつてはドジョウ・フナなど淡水魚が水田におけるタガメの重要な餌となっており、1980年代ごろまでは日本各地の棚田でドジョウのいる水田が残っていたため、そのような水田ではタガメに食い殺されたドジョウの死体を多数目にすることができたが、ドジョウ・フナが水田から姿を消した近年ではカエル類がタガメにとって最も重要な餌となっている。このほかカブトエビを捕食したり、小川の水草の中に潜んで川の小魚（カワムツなど）を捕食したりする場合もあるほか、ギンヤンマの幼虫など大型のヤゴ類を含めた水生昆虫も食べる。また自分の体長の倍以上ある獲物を捕らえることも珍しくなく、都築 (2003) は「『釣り上げられたニゴイ（30 cm級）の腹にタガメがしがみついていた』という話もある」と述べている。
これらのような無脊椎動物・魚類・両生類だけでなく、爬虫類のヘビ・カメを捕食した記録がある。陸生の肉食性昆虫には他の昆虫・クモ類を捕食するカマキリ・スズメバチなどがいるが、魚類・両生類・爬虫類といった脊椎動物を常食する昆虫は、タガメ類以外にはほとんど例がない。なお獲物が自身の体より大きかったり激しく暴れる場合には前脚のみならず中脚・後脚も含め6本脚でしがみついてから口吻を突き立てるが、この行動は成虫に比べ体が小さい幼虫（特に若齢幼虫）に多く、前脚先端の爪も若齢幼虫では強く湾曲し、成長に従って湾曲が弱くなる傾向にある。
獲物を捕食する際にはイネなどに留まり、獲物が通りかかるまで鎌状の前脚を広げて待ち構え、接近した獲物に大きな前脚で襲い掛かる。そして獲物を捕獲すると直後に針状の口吻を突き刺し、口吻内に収納された口針を伸ばして消化液を注入する。「獲物の血を吸う」という表現がなされる場合があるが、決して血液のみを吸っているわけではなく、吐き出した消化液で獲物の肉を溶かし、液状になった肉質を口吻から吸収して食べる（体外消化）。この消化液はタンパク質分解酵素を含み、肉質を溶かすだけでなく骨までボロボロにしてしまうほど強力なもので、大きなトノサマガエルでもタガメに捕まってから数分で動かなくなる。獲物を仕留めた後、タガメは時々口吻を刺す場所を換えながら1，2時間程度かけてカエル・魚を食べ尽くすが、餌食になった生物の死骸は小さなものでは溶けかかった骨・皮膚しか残らず、大型の獲物も溶かされた肉質が流れ出しそうなほど柔らかくなる。あまり小さな生き物には関心を示さず、1齢幼虫でも自分よりはるかに大きな小魚に集団で襲い掛かり捕食するほどだが、狭い飼育容器内で大きい魚類・カエル類を捕獲すると一撃で仕留められず、獲物が暴れ回った際に容器の壁・流木などに激突して前脚の爪・関節を痛める可能性があるため、飼育下では体長の半分ほどの大きさの生き餌を数多く（大型でもタガメの体長と同程度のもの）与えることが好ましい。
タガメを含め多くの水生昆虫は極端な飢餓状態でない限り陸上で捕食行動を取ることは少ないが、これは「捕食中の個体は無防備で鳥などの外敵に襲われやすいため」と考えられている。ただし成虫・幼虫とも大量の餌を食べた直後は溺れやすいため、獲物を持ったまま植物などへ登り空気中で食べ続ける場合がある。排泄時には多量の尿酸を含む液体の排泄物を多量に排出する。

### 繁殖
繁殖は5月下旬に始まり、通常は7月まで（一部は8月まで）続く。繁殖期間中にメス成虫は計2 - 4回繁殖行動を行い、タガメが昇り降りしても折れ曲がらないほど硬い茎を持つ植物をはじめ、以下のように様々な場所に産卵する。
- 水田 - イネだけでなく杭・棒・竹など人が水田に突き立てた物にも産卵する[87]。
  - かつては種籾を水田（水苗代）で育ててから植え付けており、冬眠から覚めたばかりのタガメも水苗代で餌を食べつつ繁殖活動をしていたが、近年は田植え機で苗を植えるようになったため、タガメは冬眠から覚めて田植えまでひよせ・池で過ごすこととなった[88]。水苗代で育ち手で植えられた苗は大きく、タガメが昇り降りしても折れ曲がらないほど強靭だったが、田植え機で植える現代の苗はそれと比べ小さく弱いため、タガメの昇り降り・卵の重みには耐えられず折れ曲がってしまう[88]。そのためタガメにとっては不都合な苗であるが、田植えからしばらく経って成長したイネは好都合な産卵場所となる[88]。
- 池[87] - 大気中の植物の表面へ産卵する[88]。コウホネ・カンガレイ・マコモ・ハスなど様々な水生植物を利用する[87]。

産卵場所はイネの場合、水面から約30 cmまでの高さである場合が多いが、池でマコモ・フトイに産み付けられた卵塊は水面から60 cm以上離れた場所にあることも珍しくない。水面から距離があると後述のようにオスが卵に水を与えるため昇降する際には不都合になるが、それにも拘らずあえて高い場所へ産卵する理由は「水没のリスクを考慮したため」と考えられている。また不安定だったり斜めに傾いたりしている棒は産卵場所として好まない。
繁殖期の成虫は日が暮れて周囲が薄暗くなると急に動き出し、時々植物などに留まってはオスもしくはメスが中脚を屈伸させて波を起こし、求愛行動を行う。この求愛行動を「ポンピング行動」と呼び、オスはメスに合図を送るため1秒間に2回のペースで数秒おきに波を送り続けるが、この行動を取る理由は「お互いに繁殖相手を探すのみならず、繁殖相手と獲物を識別するため」と考察されており、都築 (2003) の実験により「自然下においてオスは少なくとも半径25メートル (m) 以内のメスに信号を送ることができる」と推測されている。その波を感じた相手は波を送り返すが、これによりメスが近くにいることを知ったオスは産卵場所を決めると激しく中脚を屈伸させて合図を送り、オスが留まっている植物にメスが近づいてくる。同じ水域内（水田・池など）にメスがいる場合はポンピング行動だけでメスを呼び込むことができるが、そうでない場合オスは中脚付け根付近の臭腺から「バナナおよびパイナップルのような匂い」と形容される芳香を分泌してメスを誘引するものと考えられている。
- なおこの匂いについてはかねてより「性フェロモン説」「道しるべフェロモン説」[注 43]が提唱されていたほか、大庭(2018)の研究により「オスが卵塊を襲おうとするアリを撃退して卵塊を守るために発する」（＝化学的防御説）ことが確認されている[39]。
- また東南アジアに生息するタイワンタガメは生息地（タイ王国など）で食材として利用されているが、メスよりオスがより強い芳香を持つためより高値で取引される[94]。

やがてオスがメスに重なり、オスが後脚でメスの体側をこすると雌が交尾器を突き出して交尾を開始する。雌雄は水面下で30 - 60分程度の長時間にわたる交尾を計1，2回行いつつ、何度か植物の茎などを登り、産卵場所を確認する。産卵場所を確認するとメスはそのまま水中に降りずオスを待ち、オスが水中から登ってきて数分間の短い交尾をしては水中に降りる行為を数回繰り返す。この行動により産卵場所として適切であることを確認するとメスは水中へ降りなくなり、産卵管（交尾器）から白い泡とともに最初の卵を植物の茎に産み付けるが、オスはその後も数分間隔でメスの下へ上ってきては交尾を繰り返し、口吻で給水する。メスはオスが水中へ降りている間に3 - 10個程度の卵を産み付ける行為を繰り返し、最終的に産卵される卵の数は80 - 100個に達する。
同じ相手と一晩に多数回交尾する動物はタガメを含めたコオイムシ科昆虫以外に確認されておらず、頻繁に交尾を繰り返す理由は「オスが自身の精子でメスの卵を受精させる確率を高くするため」とされているほか、「オスがメスの受精嚢内に残っている他のオスの精子を奥へ押し込み、自分の精子による受精率を高めるため」と考えられている。またメスが産卵時に分泌する泡は「卵を杭に固定する接着剤のような役目」を果たしていると推測されている。
産卵開始から約2時間ほどでメスは産卵を終えてその場を離れ、オスが卵の保護を開始する。繁殖準備が整った個体同士を人工的にペアリングした場合は遅くとも2，3日以内に交尾に至り、すぐに産卵するが、オスが未成熟だったりメスの腹部の卵が十分に成熟していない場合は産卵に至らない。

#### オスによる卵塊保護

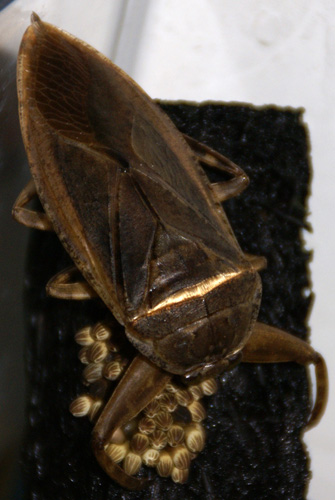
卵塊を保護するタガメのオス成虫

卵は長径4.4 mm・短径2.3 mmの大きさで、産卵直後は淡い緑がかった白色だが、次第に白黒の縞模様が出てくる。卵は成長に伴って重くなるほか、孵化が近づくと産卵直後に比べて長さも約1.5倍程度に膨張し、孵化直前には長さ7.5 mm・直径3.5 mm程度まで大きくなる。
タガメは卵の生育のために父親（オスの親成虫）による世話が必要不可欠となる。タガメに限らずコオイムシ科昆虫の卵は十分な酸素・水がないと生育できず、コオイムシ類の場合はオス成虫の背中に産み付けられた卵を水中の酸素濃度が高い場所へ持っていくことで水中の溶存酸素を取り込んで生育できるが、よりサイズが大きいタガメの卵は水中で必要な量の酸素を得ることができない。そのためタガメはコオイムシ類と異なり卵を空気中に産むこととなったが、水生昆虫として進化したタガメの卵は他の空気中に産卵する昆虫の卵と異なり、卵の表面に乾燥を防ぐワックス層が失われている。そのためタガメの卵は仮にオスが世話し続けないと乾燥死してしまうほか、水中でも溺死してしまう。乾燥状態で孵化率が低下するのは「孵化までの給水量が不足して成長できない卵が増えるため」「孵化時に乾燥して硬くなった卵塊から幼虫が脱出しきれないため」が主な理由である。
またメスが後述のように卵塊を破壊しにくる場合があるほか、卵塊はアリなどの捕食者に襲撃されやすいため、オスは卵が孵化するまで「卵への定期的な給水」「卵の生存を脅かす脅威（メス・捕食者）からの保護」を目的に卵を保護し続ける。
メスは産卵後にその場から飛び去るが、オスはそのまま卵のそばに留まり、外敵から卵を守るほか、空気中にある卵が乾燥しないよう孵化するまで卵に水を与えながら育てる。オスが単独で子育てをする昆虫は少なく、コオイムシなど体の一部に卵を付着させる種類を除くと10種類未満である。
オスの親成虫は卵塊が直射日光を浴びない日陰（植物の茂みなど）にある場合は水中に留まっている場合が多いが、卵塊に直射日光が当たる場合は炎天下でも数時間以上卵塊に覆いかぶさることで卵の乾燥を防ぐ。日が暮れるとオスは水中から上がり、卵を通り過ぎたところで向きを変えて卵塊に覆いかぶさり、体表に付着した水を卵につけるほか、自身が飲み込んできた水を吐き出して卵に水分を与える、この時、オス親は時々覆いかぶさる場所を変えて異なる卵に吐き出した水を与えしばらく覆いかぶさってから水中に戻り、一晩に4，5回 - 十数回にわたり卵への給水行動を繰り返す。
しかし孵化前に中干しなどで水田の水がなくなるとオスは卵の保護を放棄してしまい、放置された卵は乾燥死する。飼育下でも産卵後に卵塊をオス親から離して放置すると卵は乾燥死してしまうが、親から引き離してもスポイトなどを用いて1日に4，5回水をかけ続ければ無事に孵化させることができる。
産卵後のメスは再び盛んに餌を食べ、産卵から約10日前後で再び産卵が可能になる一方、オスは卵が孵化するまで次の繁殖行動を行わない。

#### 孵化

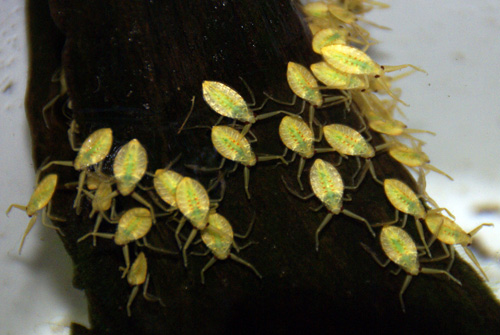
孵化直後の1齢幼虫

卵の中の胚はオス親から与えられた水を吸収して成長し、繁殖期初期には約2週間・梅雨明け後は約1週間ほどで孵化する。約30℃までは気温が高いほど孵化までの期間が短くなり、特に盛夏で気温が30℃を大きく超えるような状態では約5日程度で孵化するが、その場合は孵化率が低いことが多い。

孵化は通常夜間 - 早朝に行われ、卵が割れてから幼虫が水中へ落ちるまで20 - 30分程度を要する。なお幼虫は必ずあおむけの状態で孵化する。数日かけて孵化するオオコオイムシと異なり、タガメの卵塊は通常一斉に孵化するが、大庭伸也 (2002) は「オスにとっては孵化日がバラバラだと先に孵化した幼虫を守りつつまだ孵化していない卵の保育を続けなければならず、先に孵化した幼虫が後から孵化してきた幼虫を捕食する可能性もあるが、卵たちが一斉に孵化すればオスは卵塊への給水を終え、孵化した幼虫たちを保護する行動にすぐ切り替えることができる。オスはメスの卵塊破壊行動（後述）に対抗して夜間の大半は水面上の卵塊 に被さり、卵塊をメスに見つからないよう保護しつつ一斉に孵化させ、孵化したらすぐその場を離れて次のメスを探す繁殖戦略を取っているのだろう」と推測している。

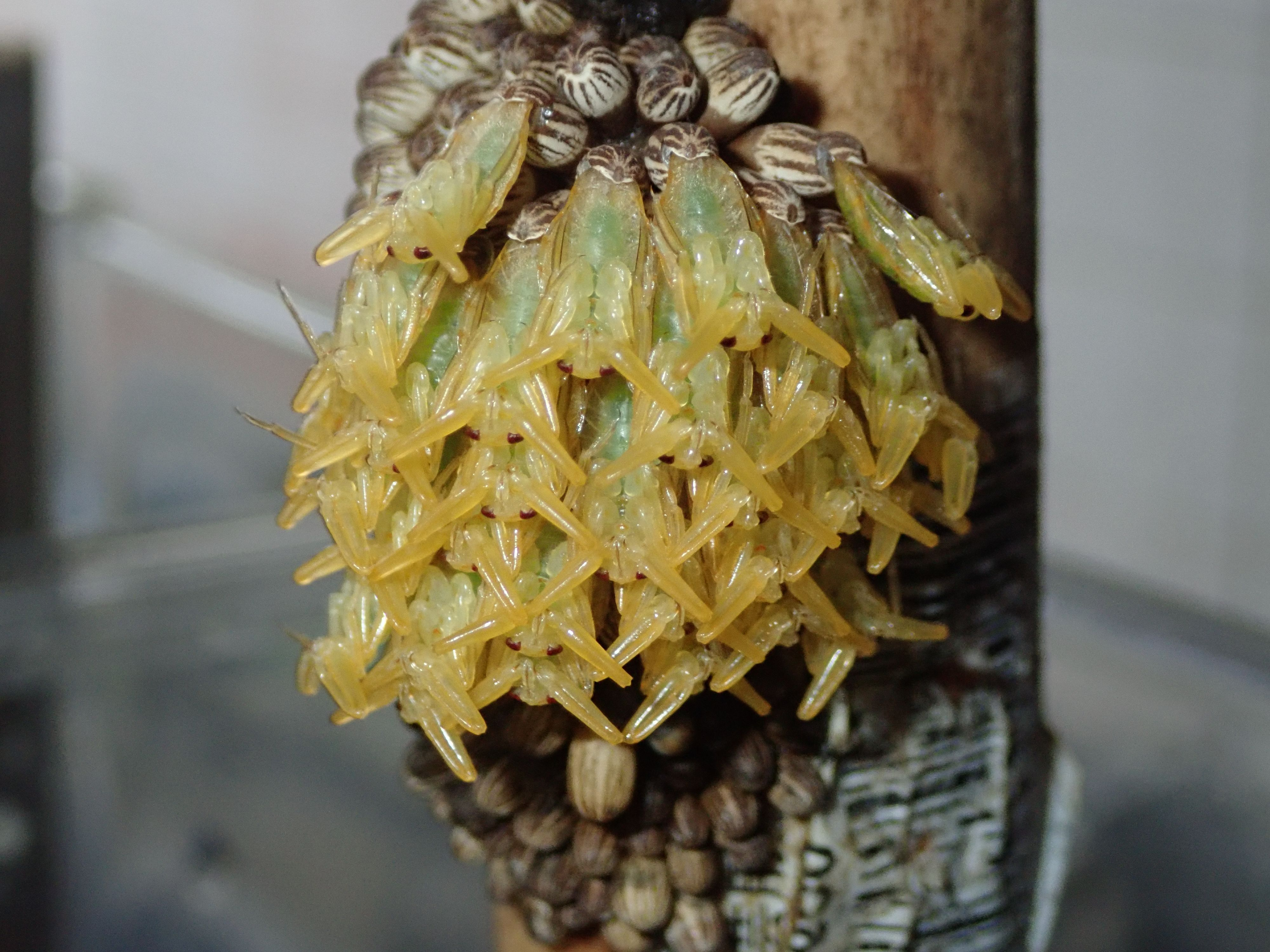
一斉に孵化するタガメの幼虫

まず卵の頭頂部よりやや下の方に卵を一周するように円形のひびが入り、そのひびの部分が割れて蓋が開くように（幼虫の頭部で）持ち上げられる。次いで幼虫の体を包んでいた薄い卵黄膜が破れ、半球状に割れた卵から黄色い幼虫の頭部が押し出されると、大変ゆっくりとしたペースで幼虫の体が卵殻から出てくる。そして体のほとんどが卵殻から抜けたところで脚が固まるまでしばらく休み、脚が固まると幼虫たちは水面へ散るように落ちていく。孵化直後の1齢幼虫は黄色いが、数時間で1齢幼虫特有の縞模様が現れ、水面へ落下してから半日程度でバラバラに散っていく。オス成虫は幼虫たちが落下地点で留まっている約半日間、近づいてくる外敵を追い払いながら幼虫たちを保護し、幼虫たちがすべて散らばったところを見届けてから卵塊を去る。

#### メスによる卵塊破壊行動
タガメは雌雄ともひと夏に数回繁殖行動を行うが、卵の孵化期間と同じくメスが一度産卵してから次の産卵が可能になるまでの期間も水温が高いほど短くなる。どの温度帯でもメスが次に産卵可能になるまでの期間は卵の孵化期間・およびオスが交尾後から次に交尾可能になるまでの期間より短いため、産卵可能になったメスはオスと出会ったときに交尾・産卵しなければ子孫を残せる保証はなく、昼間の時間が一定時間より短くなると卵の生産が抑制され繁殖期を過ぎてしまう。
その上、タガメは水田の生態系の頂点に位置することから個体群密度が低く、雌雄性比は1：1であるため、産卵準備のできたメスがオスとの交尾を求めてもオスは卵を保育している最中となり、オスが不足する事態となる。卵の保護を行っていないオスと巡り会える可能性は高くないため、いつまでもそのようなオスを探し続けていると限られた繁殖期間を無駄に過ごし、産卵できる回数が減少する。そのため、メスは限られた期間中に自身の子孫を確実に残す目的で繁殖目的のオスを手に入れる必要があることに加え、仮にオスが先に保育している卵が先に幼虫へ孵化した場合、「自分が産卵した卵が孵化した際、その幼虫たちが先に孵化した（オスが保育している卵から孵化した）幼虫たちにより捕食される」リスクを抱えることとなる。
それらのリスクに対処し、自身の子孫を残すためメスはオスが保育している卵塊を破壊する「子殺し行動」を取る。タガメ以外にも「子殺し行動」はライオン・ハヌマンラングールなど他の動物でも見られるが、昆虫類ではタガメ類以外に例がない。タガメ・ライオン・ハヌマンラングールのいずれもその行動理由は「種の繁栄・保存のため」ではなく「自分自身の子孫数を最大にするため」である。
体内の卵が成熟したメスは日没後にオスを探して泳ぎ回り、卵の世話をしていないオスと遭遇できればそのオスと交尾できるが、保育中のオスはメスが接近すると前脚を振り上げてメスを追い払おうとする。しかしタガメは通常メスの方がオスより大きいため、前脚を使った争いではオスを圧倒して追い払うと卵塊のある場所まで登り、それまでオスが守っていた卵塊を前脚で破壊する。オスは卵を守ろうと懸命に抵抗するが、通常はメスより小柄であるためほとんどは失敗に終わり水中へ降ろされてしまい、その間に卵塊を破壊される。メスは左右の前足を交互に動かし、爪で引っ掛けることで卵を剥ぎ取るが、イネなどに産み付けられた卵は棒などに産み付けられた卵より剥がれにくいため、剥がしとれない卵は1つずつ口吻で吸汁して殺していく。メスが卵塊を破壊し続けている間、オスはそのメスと交尾する場合もあるが、これは卵を破壊されたオスにとっても繁殖できる期間は限られているため、その間に自分の子孫を最も確実に残す方法は「自分が守っていた卵塊を破壊したメスと交尾すること」であるためである。卵数が10個以下になるとオスは保護行動を断念してその場でそのメスと交尾し、メスも破壊活動を中止して自分の卵を産み付け、オスに保護させる。
子殺し行動はタイワンタガメでも確認されているほか、中米産のナンベイオオタガメでも破壊された卵塊と同じ草に新たな卵塊が産み付けられていた事例が報告されているが、すべてのタガメ類が卵塊破壊を行うわけではなく、アメリカ合衆国産のタガメの一種 Lethocerus medius の場合は「1頭目のメスが産卵した卵を保護しているオスがその最中に別のメスへ求愛行動を行い、そのメスは既存の卵塊を破壊せずその直近に自らの卵塊を産み付け、オスがそれら2個の卵塊を同時に並行して保護する行動」（＝2卵塊並行保護）が観察されている。この「子殺し行動」とは正反対の「2卵塊並行保護」行動はアメリカタガメでも観察されたほか、日本でも市川憲平が1997年に鹿児島県内の池で「2卵塊並行保護」と思しき卵塊を観察している。市川はその後、休耕田を活用して造成したタガメ保全用ビオトープで1999年6月に2個の卵塊を並行して同時に保護しているタガメのオス成虫を観察した。しかしこの時は2個の卵塊の位置が上下で離れており、オスは下の卵塊に水を与えただけで水中に降りることが多く、上にあった卵塊は下にあった卵塊（56卵すべて孵化・孵化率100%）と異なり80卵中47卵（孵化率58.75%）しか孵化しなかった。
都築 (2003) はこの「2卵塊並行保護」行動に関して「自身による飼育下でも1つの杭に2つ卵塊があったことがあったが、この時は先の卵塊が一部破壊されていた。このことから実際にはオスは2卵塊を同時に保護しているわけではなく、（メスに破壊された先の卵塊を放棄して）後から産卵された卵塊のみを保護しているのだろう。先に生まれた卵塊が後から生まれた卵塊より下にある場合は（先の卵塊より上にある）後の卵塊に給水された水が先の卵塊にも流れ落ちるため、結果的に2卵塊とも保護されることになり先の卵塊もかなり高確率で孵化するが、位置が逆の場合は（オスは下にある後の卵塊のみに給水するため、その上にある）先の卵塊には水分が補給されないため孵化に至らない」という見解を示している。また市川憲平（姫路獨協大学非常勤講師・元姫路市立水族館館長。止水性水生昆虫の保全生態学）は内山 (2007) にて「日本産のタガメ以外に外国産の種でも卵塊破壊行動・2卵塊並行保護行動の両方が確認できる上、日本産以外のタガメの行動は不明点が多いため、どちらが多数派なのかはわからないが、どの種でも条件によって異なる行動を取るのかもしれない」と考察している。
このほか、コオイムシのように卵塊を背負ったタガメが出現する場合があるが、これに関して都築 (2003) は「そのオスタガメを発見した後で水深の浅い容器へ移したが、卵塊はミズカビが生えてしまい孵化しなかった」と述べ、その理由に関して「（このオスタガメが卵塊の父親かどうかは不明だが）交尾したオスが杭の上で動かなかったため、そのままメスにより背中に卵塊を産み付けられた」もしくは「夜間に杭上で甲羅干しをしていた別個体が誤ってメスに産卵された」という可能性を示唆している。市川(2018)も大型水槽で4，5頭のタガメを飼育していた際に同じように卵を背負ったメス個体を観察しており「このメス個体が産卵用の棒上で甲羅干しをしていた際に別の雌雄が背中の上で何回も交尾して卵塊を産み付けたのだろうが、なぜ自分の背中の上で交尾していることに気付かなかったのかわからない。不可解な事例だ」と述べている。

### 幼虫
孵化後、幼虫は脱皮を5回繰り返して成虫へ変態する。橋爪 (1994) は自身の飼育記録について「1983年に約80個の卵からタガメの幼虫たちが孵化したが、途中共食い・脱皮の失敗などがあり、成虫になれたのは15頭だった。この幼虫たちを育てるためには1,200頭の魚が必要だった」と述べた上で「最大の水生昆虫であるタガメは豊富な餌がないと生きていけない」と結論付けている。1齢幼虫の段階ではほとんど共食いしないが、2齢幼虫以降は同種間の共食いが激しくなる。
1齢幼虫は孵化して数時間で独特の縞模様が現れるが、脱皮して2齢幼虫に変態するとほとんど消え、3齢幼虫になると完全に消える。都築 (2003) は1齢幼虫同士の共食いが少ないことに着目し「1齢幼虫独特の縞模様が仲間を認識する点で役立っている」とする説を紹介しているが、タイワンタガメ・アメリカコガタタガメの1齢幼虫は縞模様がなく黒っぽい色をしている点から、市川憲平・北添伸夫 (2009) は「縞模様よりも体が黒っぽいこと（保護色）が重要なようだ。タガメは大きくなれば天敵はほとんどいないが、1齢幼虫時には天敵が多いため水底にいることが多く、泥の上で目立たないように黒っぽい体色になっている」と考察している。2齢幼虫 - 終齢幼虫（5齢幼虫）は全身が淡緑色で、これは「周囲の水草に溶け込む保護色として機能している」と考えられる。
なお幼虫時には翅は発達していないが、腹側に成虫の翅の下と同じく毛が密生しており、その毛の中に空気を貯蔵して毛の下にある気門で呼吸するため、水中では幼虫の腹が白く光って見える。また幼虫は水面が揺れているとうまく呼吸ができず、水に入れた状態で運ぶと死亡する恐れがある。また幼虫は水質が悪化して水面に油分が浮くと腹部の空気を貯蔵する細毛が汚れてうまく空気を貯蔵できなくなり窒息死してしまうため、水質は成虫以上に清潔に保つ必要がある。
市川・北添 (2009) は6月に飼育した際の幼虫期間の記録として「1齢幼虫は2 - 3日、2齢幼虫は3 - 4日、3齢幼虫は4 - 6日、4齢幼虫は約1週間、5齢幼虫は約2週間。水温が低かったり餌が少なかったりするとさらに日数がかかる」と述べている。幼虫は孵化翌日から盛んに餌を食べ始めるようになり、1齢幼虫の時点で自身より何倍も大きな小魚でも集団で襲い捕食するほか、5齢幼虫まで成長するとその年に生まれたばかりの小型のカエルなどを捕食する。特に3・4齢幼虫まではオタマジャクシを最も多く食べ、カエル類・魚類（ドジョウ・メダカなど）も食べるが、それらと比較して昆虫類はあまり食べない。大庭伸也(2018)はタガメ幼虫を利用してそれぞれ「オタマジャクシだけを与えるグループ」「ヤゴ（トンボの幼虫）だけを与えるグループ」の2グループに分けて飼育実験を行ったところ、オタマジャクシを食べた幼虫の方がより成長が早いことを確認して「（天敵が多く、翅がないため飛翔できない）幼虫期間を短縮し、（翅があり飛翔できるため生息環境が悪化しても別の場所へ移動でき、かつ天敵がほとんどいない）成虫まで早期に変態するためには、若齢幼虫の段階で高栄養価・良質な餌であるオタマジャクシを大量に捕食することが不可欠だ」と結論付けている。また、大庭は自身が2002年に実施した野外調査の結果から「カエルの中にもヤマアカガエルのように6月末までにすべてカエルに変態する種と、トノサマガエル・ニホンアマガエルなど7月半ばまでオタマジャクシで居続ける個体がいるような種がある。前者しかいないような環境ではタガメの成育率が低かったため、餌資源の存在時期の違いがタガメ幼虫の生存率に影響している可能性がある」と指摘している。
また幼虫は体が小さいため、大きすぎる獲物は一撃で仕留められず、逆に獲物が暴れたことで前脚の爪を損傷したり、前脚の関節が外れて動かせなくなってしまうことがあるが、そのような幼虫は脱皮に失敗して死亡してしまうことが多い。空腹時には手あたり次第に餌を食べる一方、満腹になると餌に興味を示さなくなり、それを繰り返して栄養を摂取し脱皮の半日 - 1日ほど前になると食欲がなくなり、水草に掴まりじっとしていることが多くなる。また十分に餌を取り、脱皮が近づくと体に厚みがつく反面、体幅が狭くなるため細くなったように見え、体色も褐色がかったくすんだ色に変化する。
脱皮直前には胸部・腹部が縦に伸びて表面にひびのような筋が現れ、脚を後ろに伸ばして頭部・胸部の筋が割れ中から黄色く柔らかい幼虫の体が出てくる。脱皮にかかる時間は約5分程度だが、齢期を重ねるごとに時間が長くなる。節足動物であるタガメにとって脱皮は避けて通れないものであると同時に命がけで、幼虫は呼吸により体を伸縮させつつわずかな反動を利用して脱皮殻から脱出しようとするが、足場がしっかりしていなかったり、体内ホルモンのバランスが崩れていたりすると古い殻を脱ぎ捨てられない。そのような幼虫は途中で抜け出せなくなってそのまま体が固まってしまい、大きくなろうとする体が古い殻に締め付けられ、その箇所に体液が通じず壊死して死亡する。また脱皮途中・前後に力尽きて死亡したり、脱皮途中・直後の体が柔らかい時に別のタガメ・ゲンゴロウなどに捕食されることも少なくない。
無事に脱皮を終えた直後の幼虫は黄色い体色で、数時間で緑がかった体色に変化するが、脱皮から日数が経過する度に体色が濃くなり、個体によっては黒に近い色になる場合もある。

### 羽化
タガメは成虫の体の大きさの割りに幼虫期間が短く、水温30℃で餌を十分に摂れた場合は約1か月で羽化する。孵化 - 羽化までの期間は水温・餌の量などにより異なるが、水温が低かったり餌が少なかったりすると長くなる。
孵化から約40日経過した5齢幼虫（終齢幼虫）は羽化直前（3，4日前）は餌を食べなくなり、薄緑色だった体が次第に赤みを帯びるようになる。そして羽化直前には金色に輝き出すようになり、それからしばらくすると体を伸ばしたり動き回ったりするようになる。21時ごろ、羽化のタイミングを迎えた5齢幼虫は隠れ家から開かれた場所に出て水中で脚を踏ん張り、頭部・胸部の背中が割れると中から黄白色の成虫の頭が出てくる。そして割れ目が大きく広がり、脱皮殻から白い成虫の体が押し出されるように出ていき、最後に尾端の呼吸管が脱皮殻から抜け出す。羽化は約1時間で終わり、淡かった体色は次第に濃くなって翌朝までには淡褐色になる。羽化直後はしばらく体が柔らかいが、餌を食べることで少しずつ硬くなっていく。羽化直後の新成虫は体が非常に柔らかいため、
羽化に失敗して脱皮殻を脱ぎ捨てられなかったり、羽化中に翅が傷んで溺死するタガメも少なくない。新成虫は通常7月上旬以降に誕生するが、羽化した年は基本的に繁殖活動を行わない。

### 越冬
タガメは成虫で越冬する。8月末 - 9月にかけて稲刈りを控えると水田の水が落とされるため、タガメは水路・川・ため池などに移動する。10月になると次第に冬眠場所への移動を開始するため、水辺で見かける数は減少していき、11月半ばになると水辺では見られなくなる。野生個体は日照時間が短くなり温度が低下する11月下旬ごろに入ると活動が鈍り、越冬（冬眠）を開始するが、水中で越冬する個体と陸上で越冬する個体がいる。都築 (2003) は自身らによる調査結果として「活動期に比べ越冬期の場合、水域で確認できるタガメの数が極端に少ないため、ほとんどの個体は陸上で越冬している可能性が高い」と推測している。
水中で越冬する場合は流れの緩やかな用水路の淀み・ため池などに複数個体が集まり、水際の枯れた植物の葉陰やアシなど抽水植物の寝際などにしがみついている場合が多い。水中で越冬する個体は水位の増加により押し流されたり、逆に水位が低下して体が直接空気に曝されるリスクがあるため、越冬中でも完全に活動を停止する仮死状態にはならず、人間に捕獲されるとしばらくして動き出す。
陸上で越冬する場合は水田脇の泥の中・石の下などのほか、水域から離れた雑木林の落ち葉の中で越冬する場合もある。陸上で越冬する場合は水中越冬と異なり仮死状態に近く、採集されてもほとんど動かない場合が多いが、越冬中に鳥類などの天敵に襲われたり、乾燥死したりする危険が伴う。越冬状態のタガメは日照時間が長くなり温度も上昇する春になると冬眠から目覚め、3月下旬 - 5月上旬ごろにかけて水辺で餌を捕食し始めるようになる。しかし近畿地方の場合は5月初めごろまでに水が入っている水田は少ないため、それより早く目覚めたタガメは水田に水が入るまで水田横の水路・ため池で過ごす。
日本など温帯に住む昆虫の体内時計は日照時間の影響を受ける一方、タガメの繁殖には冬眠は必ずしも必要というわけではなく、日照時間（照明時間）が14時間以上あればどの季節でも繁殖できる可能性がある。

### 寿命
野生下において寿命は通常1年で、越冬したタガメはほとんどが繁殖を終えてから9月までに死亡する。
都築 (2003) は寿命に関して「自分たちが屋外で飼育している個体は最低2年は生き、3年生きる個体も珍しくない。このことから自然下のタガメも約2，3年は生きると考えられるが、室内飼育の場合は1年で死んでしまう場合も多い」と見解を述べている。一方で海野和男・高嶋清明・筒井学（1999年）は「野生下では羽化した翌年に繁殖を済ませてその年の秋に死んでしまう1年の寿命の成虫が多いと考えられるが、飼育下では2年越しで繁殖を行う個体がいるほか、稀に2回越冬して3年生存する個体もいる」と解説している。

### 天敵
成虫は生態系の頂点に君臨する種ではあるが、天敵が皆無というわけではない。天敵はサギなどの鳥類で、かつてトキ・コウノトリ・ツルが日本の水田に多数いた時代には彼らもまたタガメの天敵だった。また近年ではオオクチバス（ブラックバス）・ブルーギル・ウシガエル・アライグマといった侵略的外来種もタガメにとって脅威となっているが、ウシガエルはオタマジャクシの際にタガメに捕食される。
また幼虫は成虫に比べて体が小さく、体表面が柔らかいことから無防備で警戒心が弱く、かなり多くの天敵がいる。1齢幼虫は同種間で共食いすることは少ないが、タイコウチを筆頭にミズカマキリ・コオイムシ・マツモムシといったタガメと同じ水生カメムシ類やギンヤンマの幼虫（ヤゴ）・ゲンゴロウの幼虫などの水生昆虫たちが天敵となる。特に最大の脅威となるタイコウチが多数生息する水田ではタガメは1齢幼虫段階で多くが捕食されてしまいほとんど生育できないが、2齢幼虫に変態するとタイコウチに襲われることは少なくなる。
3齢幼虫まで成長すれば同じタガメ以外に天敵はほとんどいなくなるが、サギなどの鳥類に捕食されることがある。近年はアライグマなどの肉食性の特定外来生物もタガメにとっては新たな天敵となっている。また2齢幼虫以降は同種間の共食いが激しくなり、野生下でも大型の幼虫が小型幼虫を捕食したり、成虫が幼虫を捕食する事例が頻繁に観察されている。特にコンクリート製水路に流されると隠れる場所がほとんどないため高確率で共食いするほか、タガメの幼虫は歩行して移動するが、コンクリートは水切れが良く乾燥しやすいことに加えて水路から水がなくなった際にコンクリートを登って移動することができないため、干上がった水路から逃げ出せずアリに捕食される場合もある。自然下のタガメ成虫の生息密度は季節・場所により異なるがかなり低く、都築 (2003) によれば新成虫出現後の1本の堀上（幅約30 cm×深さ約15 cm）における生息密度は多くて1頭あたり5 m程度で、自然下では繁殖期以外にタガメの成虫同士が遭遇する可能性はかなり低い。通常はタガメ成虫同士が遭遇しても驚いて逃げることが多く、共食いに至ることは少ないが、空腹状態が続いている個体は動くものならばなんでも見境なく襲い掛かるため、餌より先に他個体と遭遇すると共食いが起こる可能性がある。

## 人間との関わり

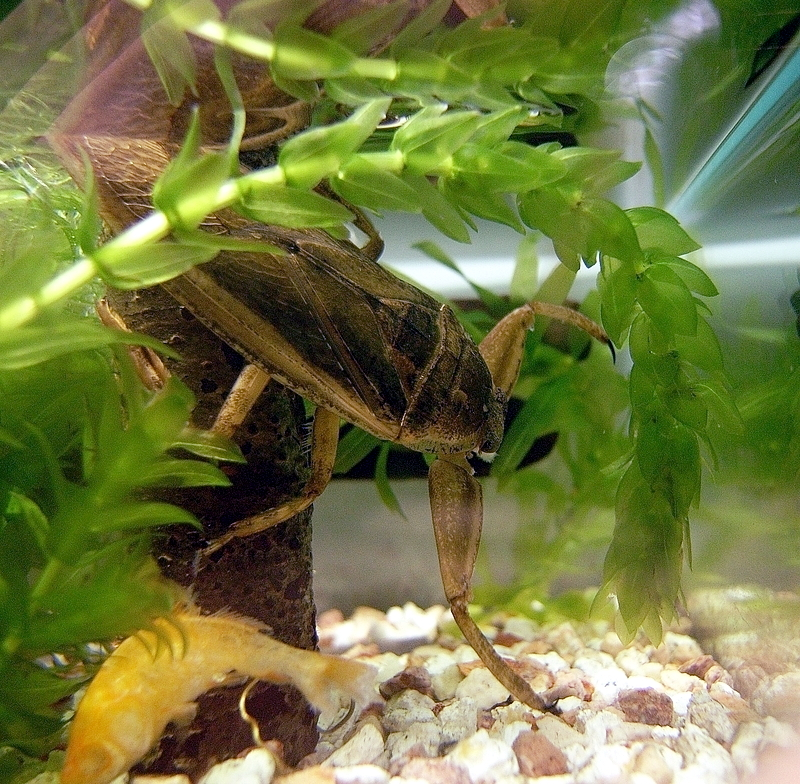
伊丹市昆虫館で展示されているタガメ

本種はその獰猛さから「水中のギャング」と呼ばれるほか、中島・林ら(2020)はその体躯・食性などから本種を「まさに水田域の王者の風格が漂う水生昆虫」と述べている。
矢崎充彦は『豊田の生きものたち』（2009年・豊田市）にて「三重県のある水田地帯では『かつて田んぼに入るとタガメが足に吸い付きに来た』という話を聞いた」と述べているほか、個体数が多かった1950年代 - 1960年代ごろまでの書籍では「錦鯉などの養魚池に大きな被害をもたらす害虫」と記載されていた。
一方で江戸時代幕末には旧因幡国（現在の鳥取県東部）で子どもが好んでタガメの卵を火で炙って食べていたほか、三宅恒方が1919年（大正8年）に取りまとめた『食用及薬用昆虫に関する調査』（農事試験場特別報告第31号）によれば「地方によりイナゴの卵と称し炙って醤油をかけて食べていた」「栃木県那須地方では卵を油で炒めておやつ代わりに食べたほか、同地方のコイ・マス養魚場では稚魚の害虫だったタガメの成虫を捕獲し、味噌と一緒にすり潰し焼いて食べていた」という記録がある。民間療法における利用に関しても三宅 (1919) で「茨城県・長野県で本種を焼いたり、乾燥した卵塊を噛み砕いたりして傷・疳などへの薬として用いる」と記録されている。
また本種を含む水生昆虫類の多くはアクアリウムにより観賞魚と似たような方法で飼育することができ、特に本種は希少さに加え「大型で迫力があり大型のカエルまで捕食する獰猛さ」からペットとして人気が高く、クワガタムシ・カブトムシと並んで人気がある昆虫で、（種の保存法による規制前は）ペットショップでも販売されていた。また環境問題を考えるための教材として小学校などで飼育・観察される場合もあるが、都築・谷脇・猪田 (2003) は「タガメの生態を踏まえた適切な飼育方法を知らずに飼育する飼育者も多い」と指摘している。
2018年1月時点で本種はゲンゴロウとともに日本全国の施設（動物園・水族館・昆虫館・博物館など）で飼育・繁殖・展示が行われているが、幼虫の共食いが激しく飼育に手間がかかることに加え、近親交配が進むと繁殖成功率が低くなるため、少ない個体数では長くて5年で繁殖できなくなってしまう。そのため琵琶湖博物館（滋賀県草津市）は2015年9月1日から本種やゲンゴロウの展示を取りやめており、今後は飼育・展示を継続できる施設が少なくなることが懸念されている。

## 保全状況
本種は2018年時点で絶滅危惧II類 (VU)（環境省レッドリスト）に分類されているほか、都道府県レッドリストでは38道府県で絶滅危惧種（うち5都県で絶滅種）として記載されている。特に西日本では極めて稀な種である。
- レッドデータブック・レッドリストで絶滅種に指定している都道府県 - 山形県[RL 8][注 71]・東京都[RL 10][注 72]・神奈川県[RL 11][注 73]・長野県[RL 12][RL 13][注 74]・石川県[RL 5][注 75]・高知県[RL 15][注 76]
- 絶滅した可能性が高い都道府県 - 青森県[RL 16][注 77]・新潟県[RL 17][注 78]・富山県[RL 18][注 79]・滋賀県[157][注 80]・徳島県[RL 7][RL 19][注 81]・香川県[RL 20][RL 21][注 82]・愛媛県[RL 22][注 83]・長崎県[157]
  - 新潟県胎内市の「胎内昆虫の家」館長・遠藤正浩は『越後ジャーナル』2010年7月22日夏季特集号（越後ジャーナル社）の取材に対し「もしタガメが県内で発見されたら真っ先に『ペット用の個体が逃げ出したものではないか』と疑うべきだ」と述べている[160]。

### 減少の背景
日本におけるタガメは有史以前、洪水にたびたび見舞われる後背湿地の浅い池などで暮らしていたと考えられるが、人間が稲作のために造り上げた水田・ため池・用水路などを主な生活場所とするようになり、人間が開墾して水田面積を広げるとともにその生息域を拡大してきた。仮に年間を通じて水が保たれている状態が必要な生物の場合は秋に水が抜かれると死滅してしまうが、タガメは初夏に浅い水域（水田）で繁殖し、羽化した成虫は秋に水田を離れて周囲の雑木林などで越冬するため、稲作が始まってから水田の広がりとともに繁栄することができた。
環境省は本種を平地の湖沼における指標昆虫に指定しているほか、かつて淡水生物を扱った子供向け絵本・図鑑ではゲンゴロウ・アメリカザリガニとともに水田・池に住む普通種として取り扱われていた。
「田にいるカメムシ」を意味する「タガメ」の名を冠し、多くの地方名が存在することからもわかるように、かつては日本人にとってなじみ深い昆虫の一種で、農薬が普及する以前の1950年代初めまでは日本各地の水田で普通に見られ、ゲンゴロウと並んで日本の水田を代表する昆虫だった。昭和30年代ごろまではアゲハ・モンシロチョウと同程度の頻度で見かけることができたため希少価値はほとんど感じられず、生息記録データとなる標本もほとんど残されていなかったほどだった。
しかしタガメはベンゼンヘキサクロリド（BHC）・ピレスロイド系などの農薬を一度使用しただけで復活が困難になるほど農薬に弱く、高度経済成長期以降に日本各地で農薬散布・圃場整備が盛んに行われたことで急速に生活場所を奪われた。以下の国立環境研究所による研究結果が示すように、タガメは農薬の直接的・間接的な悪影響を強く受けている。
- 農薬により96時間以内にタガメ1齢幼虫が半数死亡する濃度（LC50）は以下の通り[139]。
  - BHC（使用禁止） - 0.07ppb[139]
  - DDT（使用禁止） - 3.6ppb[139]
  - ピレスロイド系 - 0.5ppb[139]
- またタガメは残留農薬にも極めて弱く[13]、上記のような農薬1ppm溶液に1時間曝露したグッピーをタガメの1齢幼虫に与えると1回の摂食ですべての幼虫が死亡することも確認された[139]。
- 近年の農薬は強い残留性こそないが昆虫を殺す能力は強く、タガメは5齢幼虫・成虫なら薬の濃度によっては耐えられるが、4齢以下の幼虫はほとんど死亡する[165]。その上、タガメ・ゲンゴロウを含めた多くの水生昆虫は多くの種が初夏 - 夏場に新成虫と旧成虫の世代交代がなされるが、その時期に農薬を散布されると新成虫・旧成虫ともに多くが死滅するほか、仮に旧成虫だけが死滅して新成虫が生き残ったとしても農薬に汚染された水生動物を食べれば死に直結する[167]。
  - 野外で採集した餌の場合は農薬などの化学物質に汚染されていることがあり[注 86][168]、そのような餌を与えると中毒死してしまう場合がある[167]。実際に市川(2018)は「オタマジャクシは生物濃縮により農薬が蓄積されている場合があるため、無農薬栽培を行っている水田以外で採集したオタマジャクシを餌として与えるとタガメが死亡する可能性がある」と指摘している[注 87][171]。

特に1970年代初めまで使用された高残留性農薬（BHCなど）・急性毒性の高い農薬（パラチオンなど）によりタガメは大きく個体数を減らし、1975年ごろになると生息地は主に丘陵地のため池とその周囲の水田に限られるようになった。丘陵地のため池はより上側に（農薬が散布される）水田があっても水代わりが良いことから農薬の残留が少なく、タガメはそこで生き残ることができたが、バブル景気下の乱開発（ゴルフ場開発など）によりそれらのため池も次々と汚濁・破壊されたため、さらなる生息地消滅による地域個体群の絶滅・個体数激減が起こった。また水田の耕作放棄・ため池の管理頻度減少は結果的にタガメの生息地の多くを陸地化させ、生息適地面積や餌となる土壌・両生類などを減少させてしまうため、その地に生息するタガメ個体群の絶滅につながった。
現代日本の淡水域は「山間部など一部を除いてほとんどが殺虫剤・除草剤・合成洗剤といった化学的汚染物質で汚染されている」状態となっているほか、大型耕作機械導入を目的とした土地改良・圃場整備により年間を通じて湿田状態だった水田は乾田化された。止水域における食物連鎖の頂点に近い位置にいるタガメにとって、餌となる生物たちの減少は種の存続を脅かす問題で、それまで生物相が豊富だった素掘りの用水路は三面コンクリート張り（流れが速く隠れ場所もないため、生き物がほとんど生活できない）に改修されたため、タガメにとって適した生息地（水草が豊かで水流が穏やかな浅い水域）が急速に消滅したほか、1990年代には低山地の棚田などで生き残っていたタガメも餌となるメダカ・ドジョウ・カエルなど多くの生物が激減したことに伴い生息地を奪われた。これに加えて水田への湛水 - 土用干し（中干し）までの期間が約30日 - 45日程度に短縮されたことでゲンゴロウ・タガメなどの水生昆虫に悪影響が出ているほか、タガメは冬眠する際にゲンゴロウ類やヘイケボタルの幼虫が蛹化する際と同じく水田の畔の土に潜るが、重機で硬く固めた土には潜ることができない。
近年はタガメ・ゲンゴロウなどに限らず日本の水辺の在来生物にとってはブラックバス・ブルーギル・ウシガエル・アメリカザリガニなど侵略的外来種による生態系破壊も大きな脅威となっている。また農薬・農地改良（圃場整備）・侵略的外来種の存在だけでなく、道路照明が増加したことにより照明に飛来して路面に落ち死亡する個体が増加したことも生息数激減の要因とされている。このほか生息環境破壊によりタガメの生息地が縮小および水域ネットワークが分断されることによりアリー効果が働くほか、個体群の隔離により近親交配による近交弱勢の進行を加速させる可能性も指摘されている。
またタガメは大型かつ希少で魅力的な種であることからペットショップ・インターネットなどで高値で取引されており、それに伴う採集圧が高まっていることも激減の要因となっている。タガメは農薬・洗剤などによる化学的水質汚染にはかなり耐性が低い一方、有機的な水質汚染にはかなり強く、清流域にはむしろほとんど見られない一方で「化学的汚染物質が流れ込まず、かつ生物相が豊かな水域」である水田・水田脇の藻が生えた堀上・流れが緩やかで淀んだ用水路などでは多くの個体が観察できるが、食物網の上位捕食者であることから健全な生息地でも他の昆虫に比べれば個体群密度が低いため、個人的に少数個体を採集する場合でも多くの人間が同一産地で採集することは個体群に大打撃を与えかねない。

### 保護施策・課題
沖縄県八重山郡竹富町（西表島・竹富島など）では「竹富町自然環境保護条例」により「特別希少野生動植物種」に指定されており、町長の許可なく個体を捕獲・採取・殺傷または損傷することが禁止されている。そして環境省は2019年（令和元年）12月25日までに本種を「特定第二種国内希少野生動植物種」に指定する方針を決め、2020年（令和2年）2月10日以降は売買および販売目的の捕獲（趣味・研究目的の採集・譲渡は規制対象外）が禁止された。
タガメたちが生き続けていくためには化学的に汚染されていないきれいな水質・豊富な餌が揃った環境が必要で、近年でも里山・棚田・ため池などが散在する地域ではタガメが多産するが、そのような自然環境はゲンゴロウなど大型のゲンゴロウ類・モリアオガエル・メダカなど豊富な水生生物が確認できる「ホットスポット」となっている。特に谷戸にある谷津田は圃場整備の対象になりにくく、中干ししても完全に水が抜けない湿田である場合が多いことからカエルが多い環境で、カエル・オタマジャクシを餌とするタガメ・ゲンゴロウにとっても暮らしやすい環境となっている。
また近年は過度な農薬使用が見直され無農薬・減農薬の農法が浸透しつつあり、その影響か愛知県東三河地方ではタガメ復活の兆しも見られるが、近年は前述のような好条件を揃えた地域でも圃場整備が行われたり、大型農機具が使いにくい傾斜地の棚田が後継者不足などにより放棄され、それに伴い不要になったため池も消滅するような事態が起きている。タガメが安定して生息できるような環境は今や山間部でも少なくなりつつあり、その将来は安泰ではなく、「ホットスポット」にある棚田とそこに生息する生物たちの保全が大きな課題となっている。

## 近縁種

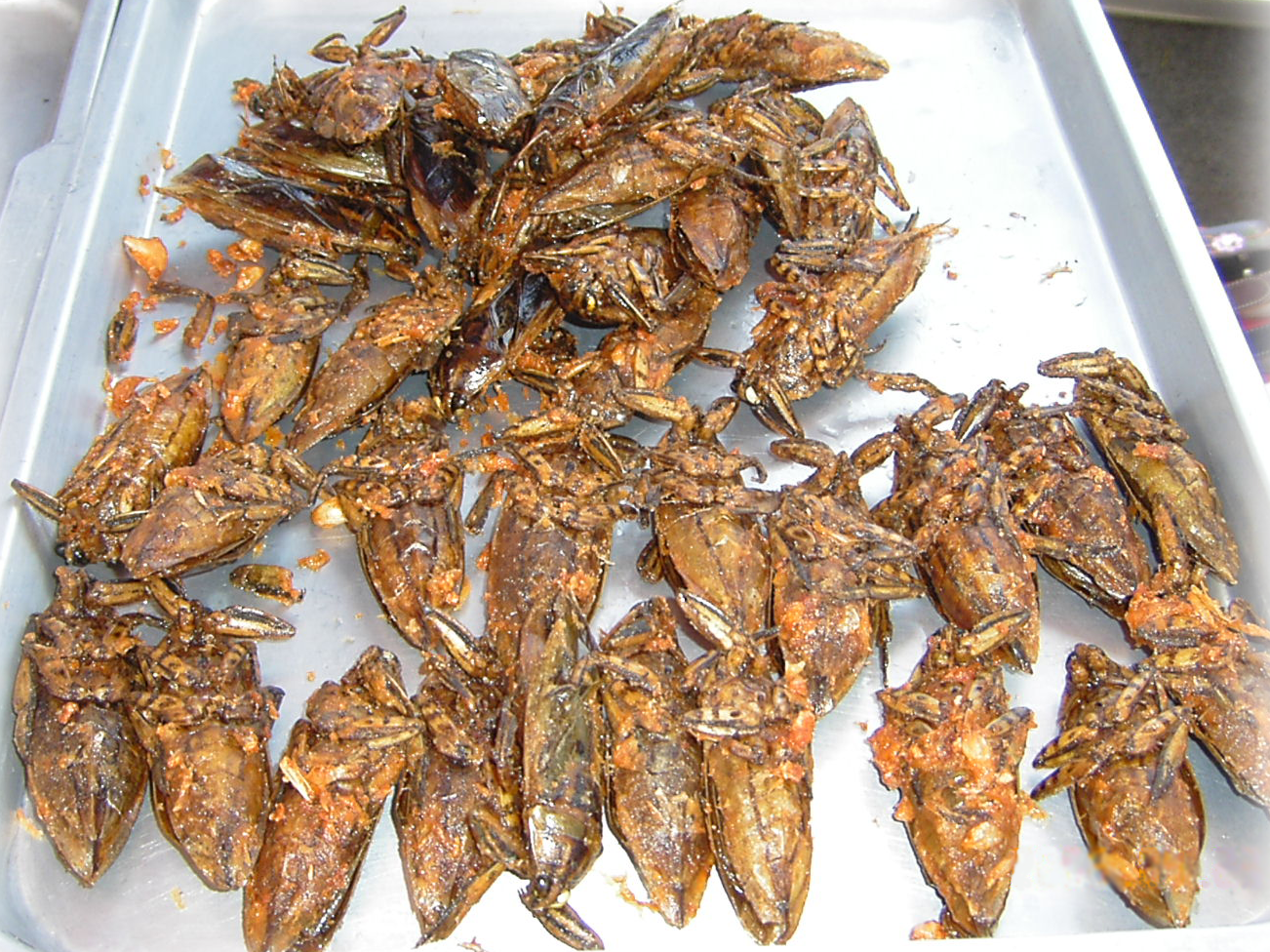
タイワンタガメを揚げた料理（バンコク）

かつて本種が分類され「タガメ属」と呼称されていた属 Lethocerus （現：タイワンタガメ属）は2007年時点で24種類（アジアに3種・オセアニアに2種・アフリカに2種・南北アメリカ大陸に17種）が確認されている。このうちタガメ・フロリダタガメの2種は2006年の分類で Kirkaldyia・Benacus の2属にそれぞれ分割されている。
タガメ類は寒帯を除く世界中に分布しているが、特に南アメリカ・東南アジア・アフリカなど熱帯には大型種が多数生息しており、それらの地域では今後もさらに新種が発見される可能性が高い。タガメ・ゲンゴロウ類など肉食性水生昆虫は外国産のカブトムシ・クワガタムシと異なり植物防疫法による日本国内への輸入の制約はないが、輸入時にはカブトムシ・クワガタムシと同様に植物検疫所で正規の審査を受ける必要があるほか、国によっては輸出を禁止している場合があるため、現地で採集などにより生体を入手する場合は事前に現地の法律・条例を調べておく必要がある。
タイワンタガメ L. indicus
東南アジアに広く分布し、日本でも沖縄県八重山諸島与那国島で捕獲された記録があるが長年確認されていない。日本本島のタガメより大型で90 mm近くにまで成長し、オスの成虫には「キンモクセイに似た芳香がある」とされ、ベトナム・タイ王国（タイ）などでは食用にされる。
飼育は日本産のタガメより難しいがナンベイオオタガメよりは容易で、外国産タガメの中では比較的日本国内で入手しやすい部類に入る。

ナンベイオオタガメ Lethocerus maximus
アマゾン熱帯雨林を中心とした南アメリカおよびキューバに分布する世界最大のタガメで、その体長は100 mm以上にも達する。ブラジル南東部には本種と同様に100 mm以上にまで大型化する巨大種 L. grandis が分布し、こちらも「南米オオタガメ」の通称で呼ばれるほか「体長30 cmに達する巨大タガメが生息する」ことも噂されていたが正式な報告はない。植生が豊かなため池の縁などに生息し、本種と同様にオスが卵塊を保育・保護する。
両種は酷似しているが、前脚の縞模様は L. maximus が斜め方向・L. grandis が縦方向である点で区別できる。両種とも日本のタガメと比べると圧倒的な大きさであるが前脚は小さく、あまり大きな獲物を捕らえることは日本のタガメほど得意ではない。その一方で2種とも後脚が大きく発達しており、都築 (2003) は「その大きさ・重量感は昆虫よりカニなど甲殻類に近い印象」と述べている。
2種とも環境変化に弱く、長期飼育・繁殖・累代飼育はかなり難しい。飼育時には日本のタガメよりさらに大きい60 cm以上の容器を使用して内部温度を27℃以上に保つなど、生息地である熱帯地域の気候を再現することが最低条件であるほか、前脚が小さいため水深は15 cm程度を目安として小さめの餌を多めに与える必要がある。なお原産国の1つであるブラジルでは熱帯魚以外の輸出が禁止されているため日本国内への入荷は不安定でかなり少ない。

ナンベイタガメ L. annvilipes
南アメリカに生息する大型種で90 mm内外。身体の大きさに比べ、やや細身の体型。6月 - 8月にかけて頻繁に灯火へ飛来するため、その時期を移動期もしくは繁殖期にしていると考えられている。日本のタガメと比較すると全体的にやや細く、体に対し前脚が小さい。

アメリカタガメ L. americanus
アメリカ合衆国原産で、体に対し前脚が小さい。本種もオスが卵を保育・保護するが、その最中に別のメスにも求愛して交尾し、自分の守っている卵塊の隣に産卵させて同時に保育する「2卵塊並行保護」の習性を持つ

フロリダタガメ Benacus grisens
フロリダ半島（アメリカ合衆国フロリダ州）に生息する体長45 - 60 mm程度のタガメで、前脚は小さく溝がない。アメリカタガメよりやや小さい。

メキシコタガメ L. uhneil
タガメ類では最小種。アメリカ合衆国の中央部 - 東部・メキシコにかけて生息する。体長は日本産タガメより小型の40 - 50 mm程度でスマートな体形だが、前脚は日本産タガメと同様に体長の割に大きく、複眼も日本産タガメのように逆ハの字型になっている。本種もオスが卵を保育・保護する。

オーストラリアタガメ L. insulanus
オーストラリア北部に生息。日本のタガメと同程度の体長で、ため池など止水域に生息する。

アフリカタガメ L. cordfonus
アフリカのケニア・ナイロビに分布する。生態・生息環境は情報不足のため不明だが、タイワンタガメと同じく頭部・胸部に逆V字形の斑紋がある。体長はタイワンタガメとほぼ同程度。

マダガスカルタガメ L.oculatus
マダガスカル全土に分布する。情報不足。

ヨーロッパタガメ L.patruelis
主にバルカン半島に分布する。タイワンタガメと酷似している。

## 人工繁殖
飼育下では適切な方法で飼育すれば約2，3年は生きる昆虫であり、春 - 晩秋にかけて長期間にわたり活動するほか、飼育容器（水槽）内に本来の生息地に近い環境を整えればタガメ本来の生態を観察したり、採卵・幼虫飼育などによる累代飼育を楽しんだりできる。
飼育下において人工的に産卵させることは容易だが、一斉に大量の幼虫が孵化するため幼虫の世話（餌の確保など）で手間がかかる。飼育下において産卵・繁殖させる場合は園芸用のヘゴの支柱および木の棒を水上へ10 cm以上突き出るようにセットした水槽を準備し、オス・メスをそれぞれ単独飼育している場合は6月ごろになったらそれぞれ容器を近接させる。繁殖期を迎えて十分に成熟した雌雄の場合、夜になると互いの匂いを感じ取ってせわしなく動き回るため、そのような行動を観察したらメスの腹部が大きく膨れていることを確認した上で雌雄をペアリングする。
産卵後、オスは卵塊の保護に専念し餌にあまり興味を示さなくなるが、メスは対照的に次の産卵へ向けて貪欲に餌を摂食する。そのため餌が不十分な場合はオスを捕食してしまう場合があるほか、卵塊破壊に至る危険性もあるため、産卵後はメスを他のケースへ移動させる。また、複数ペアを一緒に飼育していてどの個体が産卵した卵か判別できない場合は餌の量をできるだけ増やすなどして共食いを防ぐほか、メスによる卵塊破壊・孵化した幼虫が成虫に捕食される危険性を軽減するため、卵塊の産み付けられた杭とオスを一緒に別容器へ移動させる。幼虫は成虫より非常にデリケートで、累代飼育においては幼虫期をいかに上手く乗り切るかどうかが課題となるが、細心の注意を払いつつ飼育すれば誕生した幼虫の半分近くを成虫まで育てることも不可能ではない。